# Wollscheune

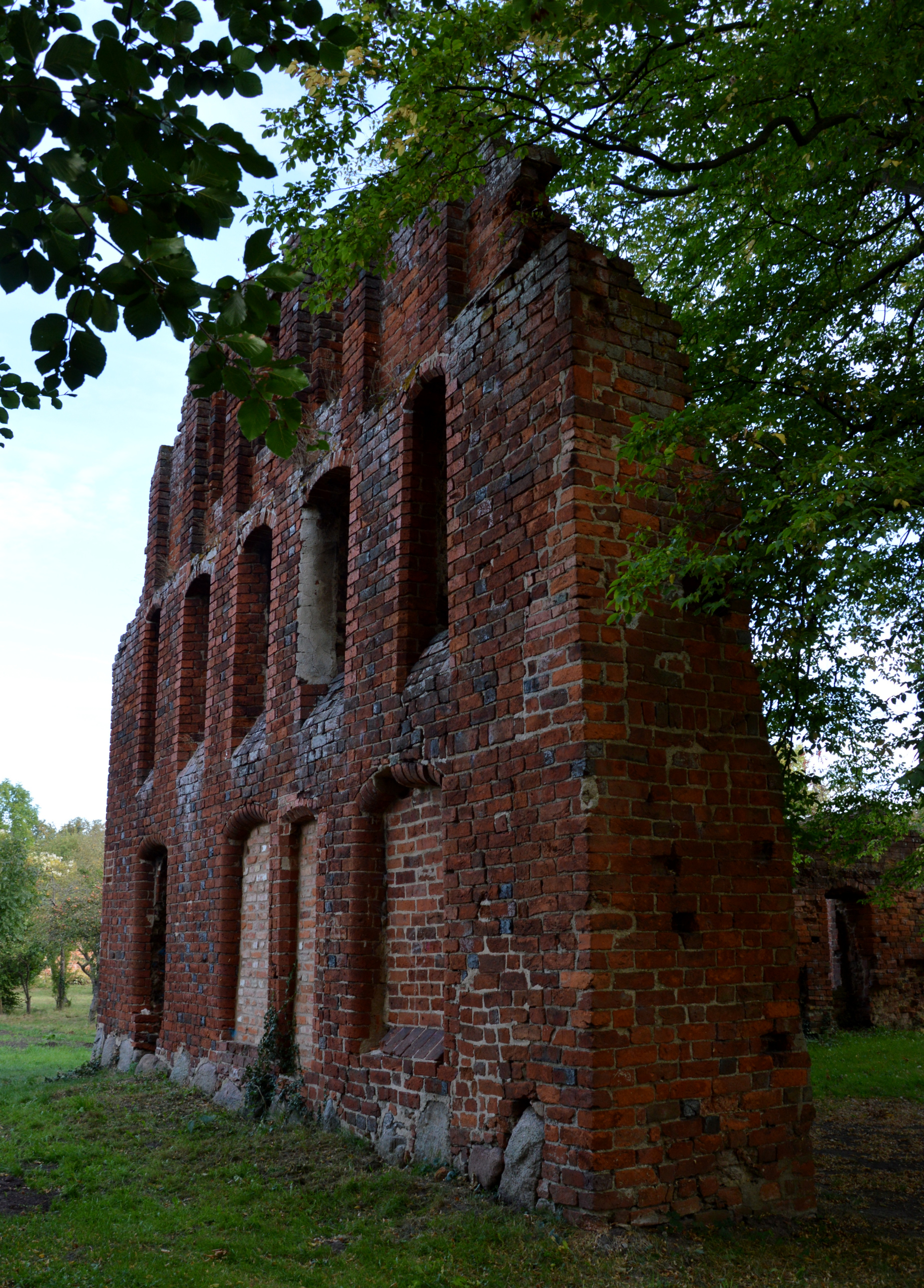
Die Wollscheune von Osten (2016)

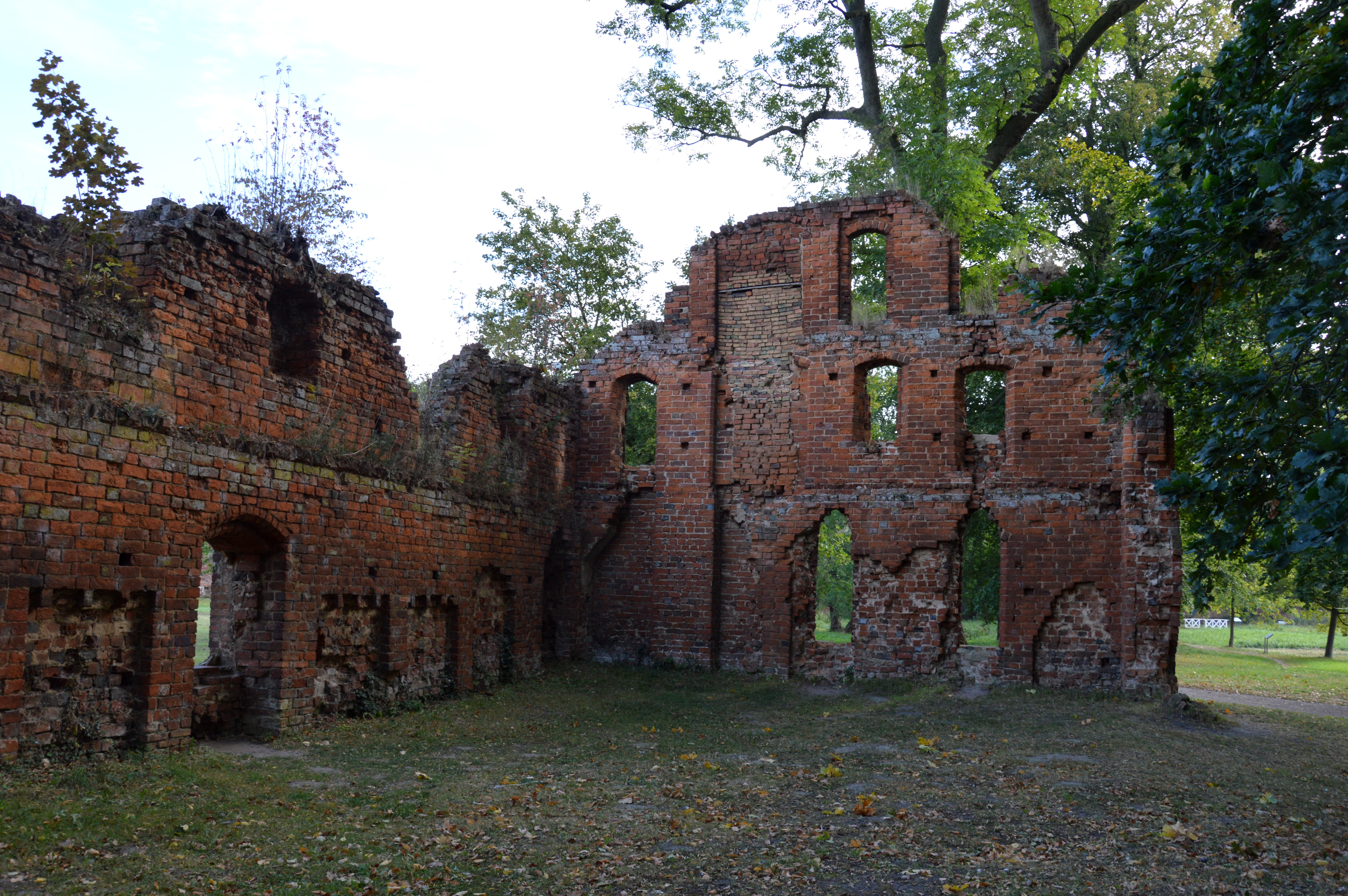
Da Innere mit Blick nach Nordosten (2016)

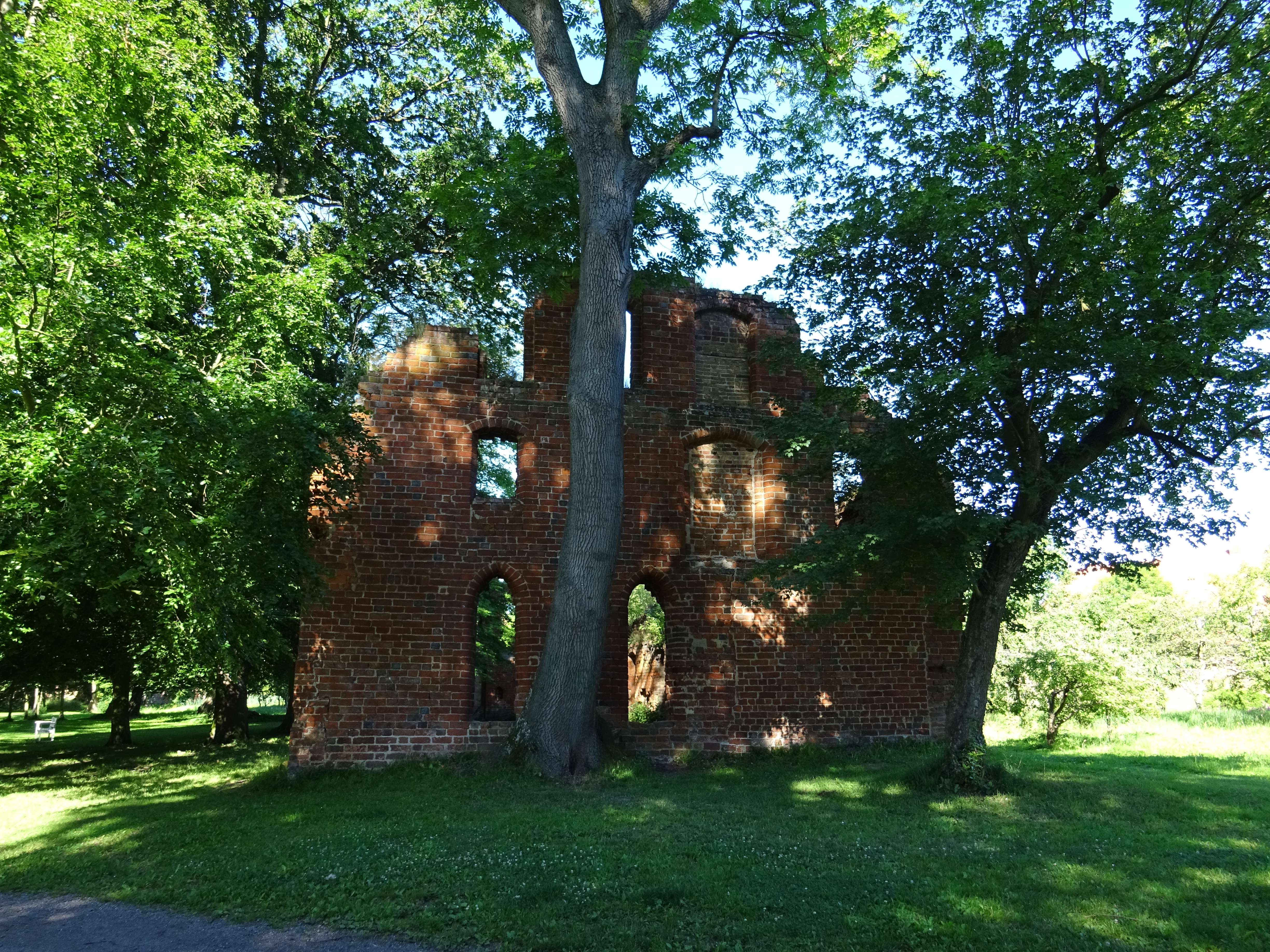
Ansicht von Westen (2016)

Die Wollscheune, auch als Wolfsscheune bezeichnet, ist eine denkmalgeschützte Ruine in Bad Doberan in Mecklenburg-Vorpommern.

## Lage
Sie befindet sich nördlich der Klosterstraße im nordwestlichen Bereich des Klosters Doberan.

## Architektur und Geschichte
Das zweigeschossige Backsteingebäude weist eine aufwendige Gestaltung im lübischen Stil des späten 13. Jahrhunderts auf. Möglicherweise entstand es in der Zeit des Abtes Conrad III von Lübeck, der von 1283 bis 1290 wirkte. Im Erdgeschoss befanden sich mehrere Räume. Darüber befand sich ein von außen zugängliches repräsentatives Saalgeschoss. Aufgrund dieser Anlage wird vermutet, dass im Haus vornehme Gäste des Klosters untergebracht waren. Auch eine Nutzung als Hospiz, als Vorratslager bzw. Unterkunft für im Kloster tätigte Konverse wird diskutiert. Während des späten Mittelalters diente das Gebäude dann als Arbeits- und Lagerhaus für die zum Kloster gehörigen Tuch- und Kleidermacher. Später folgte eine Nutzung als Wollmanufaktur, die wohl auch zum Namen des Hauses führte. Die von einer Aktiengesellschaft betriebene Manufaktur nahm ihre Produktion mit 24 Webstühlen im Jahr 1762 auf, wurde jedoch bereits im Jahr 1767 wieder aufgegeben. Es schloss sich ein Gebrauch als Getreidescheune an.
In der Zeit um 1850 wurde das Dach bei einem Sturm abgedeckt. Das Gebäude verfiel dann. Es wird vermutet, dass der Verfall möglicherweise auch bewusst gefördert wurde, um im Stil eines englischen Landschaftsparks über eine pittoreske Ruine zu verfügen.
Erhalten blieben die nördliche Seiten- sowie die westliche und östliche Giebelwand. Die so gebildete Grundrissfläche umfasst 31,8 mal 11 Meter. Die Mauern sind als Hüllenmauerwerk mit dazwischen befindlichem Füllmaterial ausgeführt. Die Fenster sind als Segmentbögen gestaltet.
Der im Volksmund gebräuchliche Name Wolfsscheune, könnte sich auf den nahe gelegenen Wolfsberg beziehen.

## Weitere Bilder

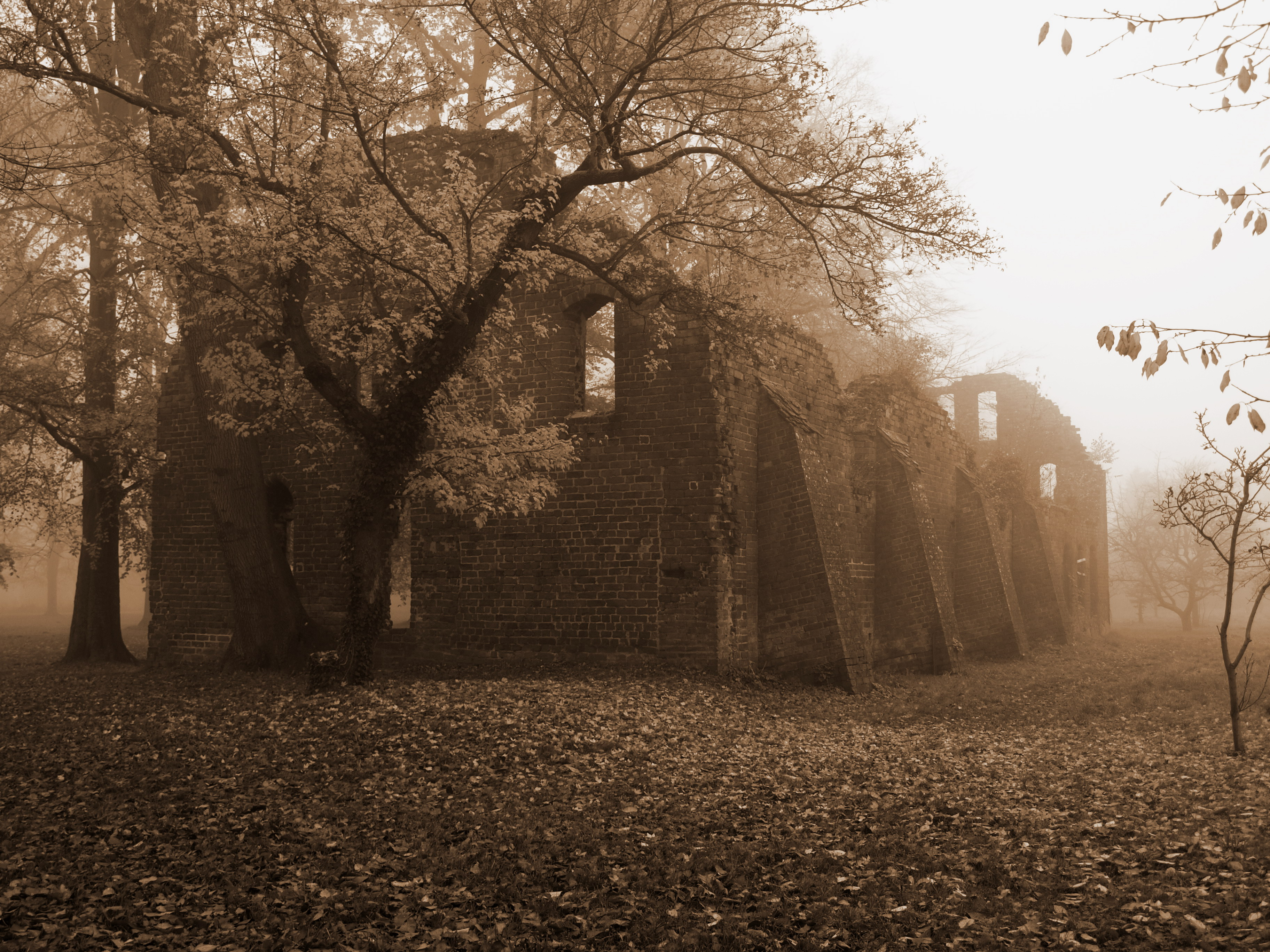
Die Wollscheune im Herbstnebel (2011)
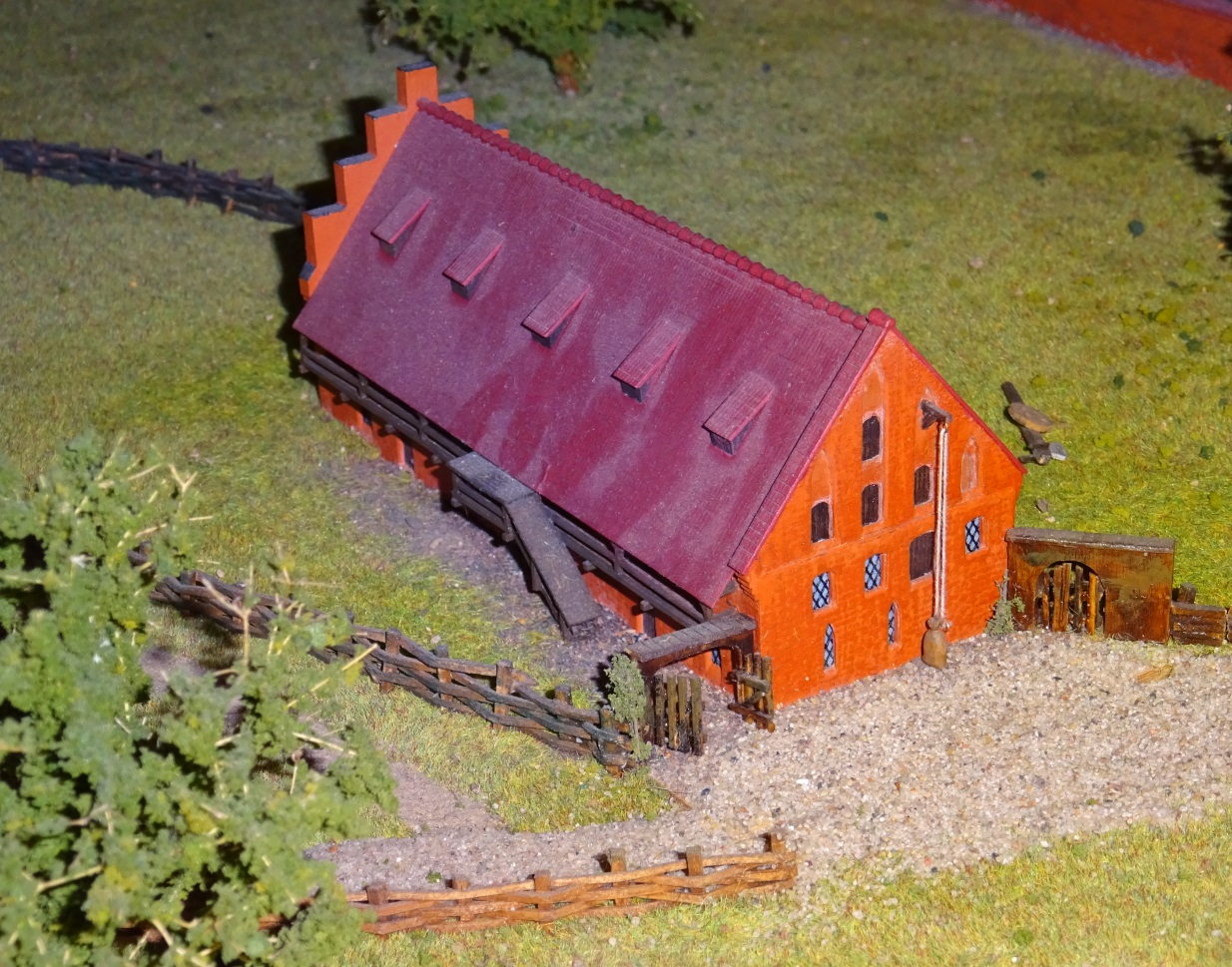
Miniaturmodell der noch intakten Wollscheune im Stadt- und Bädermuseum Bad Doberan, Möckelhaus